# Kanae Itō
Kanae Itō (伊藤かな恵, Itō Kanae) é uma dubladora japonesa, nascida em 26 de novembro de 1986, na prefeitura de Nagano, Japão. Ela é afiliada à Aoni Production.

## Trabalhos

### Anime

#### 2007
- Hatara Kizzu Maihamu Gumi (Kumi)
- Shugo Chara! (Amu Hinamori (Dia))

#### 2008
- Birdy the Mighty (Natsumi Hayamiya)
- Hatara Kizzu Maihamu Gumi (Kumi)
- Shugo Chara!! Doki— (Amu Hinamori (Dia))

#### 2009
- Birdy the Mighty (Natsumi Hayamiya)
- Queen's Blade:Gyokuza o Tsugumono (Airi)
- Queen's Blade -Rurō no Senshi- (Airi)
- Shugo Chara! Party! (Amu Hinamori (Dia))[1]
- Sora no Manimani (Mihoshi Akeno)
- Taishō Yakyū Musume (Kōme Suzukawa)
- Toaru Kagaku no Railgun (Ruiko Saten)

#### 2010
- Asobi ni Iku yo! (Erisu)
- Kami nomi zo Shiru Sekai (Elsie (Elsia de Lute Irma))[2]
- Mayoi Neko Overrun! (Fumino Serizawa)
- Ōkami-san to Shichinin no Nakamatachi (Ringo Akai)[3]
- Shinryaku! Ika Musume (Sanae Nagatsuki)[4]
- Motto To Love-Ru (Nana Astar Deviluke)

#### 2011
- Boku wa Tomodachi ga Sukunai (Sena Kashiwazaki)[5]
- Hanasaku Iroha (Ohana Matsumae)[6]
- Kami nomi zo Shiru Sekai II (Elsie (Elsia de Lute Irma))
- Nekogami Yaoyorozu (Amane)[7]
- Ro-Kyu-Bu! (Aoi Ogiyama)
- Sacred Seven (Wakana Itō)
- Shinryaku!? Ika Musume (Sanae Nagatsuki)
- Softenni (Asuna Harukaze)[8]

#### 2012
- Mobile Suit Gundam AGE (Lu Anon)
- Hyōka (Sweets Study Group Girl A)
- Ojarumaru (The Peach Flower)
- Pretty Rhythm: Dear My Future (Mega-nee Akai, Hye In, Kaname Chris)
- Sword Art Online (Yui)
- To Love-ru Darkness (Nana Astar Deviluke)
- Shining Hearts: Shiawase no Pan (Amyl)
- Shinryaku!? Ika Musume (Sanae Nagatsuki)

#### 2013
- Boku wa Tomodachi ga Sukunai NEXT (Sena Kashiwazaki)[9]
- Kami nomi zo Shiru Sekai III(Elucia de Lut Ima)
- Hataraku Mao-sama! (Suzuno Kamazuki/ Crestia Bell)
- Ro-Kyu-Bu! SS (Aoi Ogiyama)
- Toaru Kagaku no Railgun S (Ruiko Saten)
- Photo Kano (Haruka Niimi)
- Hanasaku Iroha: Home Sweet Home (Ohana Matsumae)

### OVA
- Shakugan no Shana S (Junko Ōgami)
- Kyō, Koi wo Hajimemasu (Tsubaki Hibino)
- Kami nomi zo Shiru Sekai OVA (Elsie (Elsia de Lute Irma))

### Jogos
- Pretty Rhythm (Rizumu Amamiya)
- Shining Hearts (Nellis, Amyl, Aerie)
- Dynasty Warriors (Wang Yuanji)

## Ligações Externas
- Kanae Itō  na enciclopédia do Anime News Network (em inglês)